# Шосе 9 (Альберта)
Шосе провінції Альберта № 9, яку зазвичай називають шосе 9 — шосе в південно- центральній Альберті, Канада, яке разом із Саскачеванським шосе 7 з’єднує Калгарі з Саскатуном, Саскачеван через Драмхеллер. Визначене як основний маршрут Національної системи автомобільних доріг, утворюючи частину міжпровінційного коридору. Шосе 9 проходить приблизно через 324 км від Трансканадського шосе (шосе 1) на схід від Калгарі до кордону Альберти з Саскачеваном.

## Опис маршруту
Шосе 9 починається на розв'язці з шосе 1 приблизно 10 км на схід від Честерміра та 20 км на захід від Стратмора та приблизно 6 км на північ від Ленгдона через шосе 797. За свої перші 45 км, шосе 9 зазвичай проходить у північно-південному напрямку до Байзекера, де зустрічається з шосе 72 і 806. У Бейсекер, шосе 9 проходить у напрямку схід-захід протягом 64 км до Драмхеллера, де він зустрічається з шосе 10 і 56. Магістралі 9 і 56 потім пролягають у напрямку північ/південь протягом 22 км від Драмхеллера до перетину з шосе 27 на схід від Морріна. Шосе 9 виходить з узгодження в цій точці та пролягає на схід/захід до залишку маршруту до кордону Саскачевану, забезпечуючи сполучення з Ханною та Ойеном, а також з численними меншими громадами, і загалом проходить паралельно шосе 12 на північ. Шосе продовжується як Саскачеванське шосе 7 у північно-східному напрямку до Саскатуна.

## Шосе 797
Шосе провінції Альберта № 797, зазвичай називають шосе 797 — шосе в регіоні Калгарі, яке функціонує як південне продовження шосе 9. Зараз він складається з двох сегментів; 6.5 км північний відрізок проходить від шосе 560) у Langdon до Трансканадського шосе, тоді як 2.9 км південна ділянка не позначена і проходить від шосе 552 до південного берега річки Боу. Раніше північний сегмент простягався від Ленгдона до північного берега річки Боу, що вказує на те, що міст може бути побудований для з’єднання двох розділів. Міст не був побудований і 9.7 км у 2000-х роках було передано округу Рокі-В’ю.